# European Regions Airline Association
De European Regions Airline Association (ERA) is een samenwerkingsverband van meer dan 230 ondernemingen in de Europese luchtvaart. Opgericht in 1980 door Crossair-oprichter Moritz Suter werd gestart met vijf luchtvaartmaatschappijen.
Vandaag de dag telt ERA 70 luchtvaartmaatschappijen, met gezamenlijk 1300 vliegtuigen die op 250 luchthavens aanvliegen op 1800 routes.